# Aleksandar Janković
Aleksandar Janković (Belgrado, Yugoslavia, 6 de mayo de 1972) es un exjugador y entrenador de fútbol serbio. Actualmente está sin club.

## Carrera como jugador
Jugó al fútbol profesionalmente para el club de su ciudad natal Estrella Roja y FK Napredak Kruševac en Serbia, Bonnyrigg White Eagles Football Club (bajo el nombre de 'Sasha Jankovic' ) en Australia, AS Cherbourg Football y Pau FC en Francia, y Kansas City Wizards en los Estados Unidos, antes de terminar su carrera como jugador a los 28 años, debido a una lesión en la rodilla.

## Carrera como entrenador

### Inicios
Mientras jugaba en el Pau FC, Janković conoció a su compatriota, el entrenador Slavoljub Muslin, quien se convertiría en una figura importante para su eventual aventura como entrenador. Luego de la lesión que lo obligó a terminar su carrera como jugador, Janković ingresó a la organización Red Star (club entrenado por Muslin en ese momento) en un papel de asesor-explorador a principios de 2000. Al final de la temporada 2000-01 en la que el Estrella Roja ganó otro título de liga (después de ganar el doblete de liga y copa la temporada anterior), Ratko Dostanić, asistente de Muslin, asumió el puesto de entrenador en FK Obilić, y Muslin le ofreció el puesto vacante a Janković, quien se convirtió así en entrenador asistente del Estrella Roja el 5 de julio de 2001 a la edad de 29 años.
Sin embargo, Janković no pudo permanecer en su nuevo trabajo por mucho tiempo ya que muy temprano en la temporada 2001-02, Muslin renunció abruptamente como entrenador en jefe después de la derrota de la ida de clasificación de la UEFA Champions League 2001-02 ante Bayer Leverkusen y Janković también se fue.
En marzo de 2002, Muslin resurgió como entrenador en el Levski Sofia y Janković lo siguió allí para ser su asistente. En abril de 2003, Muslin fue despedido y Janković también se fue nuevamente. Un par de meses más tarde, durante la temporada baja del verano de 2003, el dúo volvió a sus viejos terrenos en Estrella Roja. Después de que Zoran Filipović fuera despedido, Muslin consiguió el trabajo de entrenador y Janković, ahora su segundo al mando establecido, también se dirigía a Belgrado.
Desde allí, Janković siguió a Muslin hasta el Metalurh Donetsk, Lokeren, Lokomotiv Moscow, y de regreso a Lokeren, respectivamente. Desde julio de 2007, ha sido un scout avanzado en Estrella Roja, y sus deberes incluían principalmente explorar jugadores y tácticas de los oponentes.

### Estrella Roja
Después de la renuncia de Milorad Kosanović el 9 de noviembre de 2007, Janković fue nombrado nuevo entrenador del Estrella Roja. Sin embargo, después de no poder ganar un título en el campeonato nacional o en la copa nacional, fue despedido el 11 de junio de 2008, para ser reemplazado por Zdeněk Zeman.

### Lokeren
El 6 de abril de 2009 fue nombrado nuevo Lokeren, el serbio firmó hasta junio de 2010 y reemplazó a Georges Leekens. El 25 de octubre de 2009, Janković fue despedido tras una serie de malos resultados.

### Selección de Serbia sub-23
El 9 de noviembre de 2010, Janković fue elegido entrenador de la selección sub-23 de Serbia. Reemplazó al entrenador temporal Tomislav Ivić, quien llegó al banquillo en lugar de Ratomir Dujković, ya que las Águilas perdieron sus posibilidades de clasificarse para la Eurocopa de 2011. Janković lideró al equipo en las eliminatorias para el Eurocopa 2013 en Israel, pero no logró clasificarse porque fue eliminado de la selección de Inglaterra en el desempate. Ese aluvión estuvo marcado por una pelea entre jugadores serbios e ingleses en el estadio de Kruševac.

### Segunda etapa en Estrella Roja
El 21 de agosto de 2012, Janković fue nombrado entrenador del Estrella Roja por segunda vez, reemplazando a Robert Prosinečki, quien renunció anteriormente. Sin embargo, Janković no logró terminar la temporada como entrenador del Zvezda. Tras malos resultados, el 18 de marzo de 2013 acordó poner fin a la cooperación con el club de mutuo acuerdo, y el técnico portugués Ricardo Sá Pinto entró en su lugar.

### KV Mechelen y Standard de Lieja
En mayo de 2014, Janković se convirtió en el entrenador del equipo belga KV Mechelen. Permaneció con ellos hasta septiembre de 2016, cuando se hizo cargo del Standard de Lieja. Como entrenador del Standard, Janković terminó en noveno lugar después de 30 jornadas disputadas, lo que no le bastó para clasificarse para los playoffs de la Jupiler League. Janković tuvo un comienzo de temporada sólido, pero en la segunda parte del campeonato, el equipo de Lieja jugó mucho peor, lo que se reflejó en el resultado. En abril de 2017, el club finalizó la cooperación con Janković.
El 1 de noviembre de 2017, Jankovic fue reelegido entrenador del Mechelen. El club comenzó bien con Janković, ganó 10 de los 15 puntos en noviembre, pero volvió a entrar en crisis en diciembre. El serbio no logró permanecer en el banquillo de este club ni siquiera tres meses porque fue despedido el 24 de enero de 2018 tras una racha de cinco derrotas consecutivas, tras las que su equipo alcanzó el penúltimo puesto de la tabla.

### China
Janković fue escogido como entrenador de la equipo olímpico de China en 2021, pero China no participó en ninguna competencia importante, salvo la Copa Dubái amistosa, donde China ganó uno encuentro y perdió otros dos partidos. Fue nombrado entrenador del equipo Sub-23 para los Juegos Asiáticos de 2022.
En 2022, fue nombrado entrenador interino del equipo sénior de China para el Campeonato de Fútbol de Asia Oriental celebrado en Japón. Durante el torneo, con la mayor parte del equipo formado por jugadores menores de 23 años, China solo registró una victoria y un gol, ambos contra Hong Kong en una victoria por 1-0. Sin embargo, China logró un alentador empate sin goles contra Japón fuera de casa, que fue la primera vez en 12 años que China no perdió ante Japón en suelo japonés.
El 24 de febrero de 2023, fue nombrado nuevo entrenador de la Selección de China.Luego de una floja performance en la Copa Asiática 2023, fue relevado de sus funciones en febrero de 2024 y fue reemplazado por Branko Ivanković.

## Clubes

### Como jugador
| Club                   | País           | Año       |
| ---------------------- | -------------- | --------- |
| Bonnyrigg White Eagles | Australia      | 1992      |
| AS Cherbourg           | Francia        | 1992-1994 |
| Pau FC                 | Francia        | 1994-1995 |
| Kansas City Wizards    | Estados Unidos | 1995      |

### Como entrenador
| Club                          | País    | Año       |
| ----------------------------- | ------- | --------- |
| Estrella Roja                 | Serbia  | 2007-2008 |
| Lokeren                       | Bélgica | 2009      |
| Selección sub-21 de Serbia    | Serbia  | 2010-2013 |
| Estrella Roja                 | Serbia  | 2012-2013 |
| KV Mechelen                   | Bélgica | 2014-2016 |
| Standard de Lieja             | Bélgica | 2016-2017 |
| KV Mechelen                   | Bélgica | 2017-2018 |
| Selección sub-19 B de China   | China   | 2018      |
| Selección sub-20 de China     | China   | 2019-2021 |
| Selección sub-23 de China     | China   | 2021-2023 |
| Selección de China (interino) | China   | 2022      |
| Selección de China            | China   | 2023-2024 |